# Дјеж (река)
Дјеж (фр. Diège) је река у Француској. Дуга је 54 km. Улива се у Дордоњу. 